# Илов (Источна Фризија)
Илов (њем. Ihlow) град је у њемачкој савезној држави Доња Саксонија. Једно је од 24 општинска средишта округа Аурих. Према процјени из 2010. у граду је живјело 12.520 становника. Посједује регионалну шифру (AGS) 3452012.

## Географски и демографски подаци
Илов се налази у савезној држави Доња Саксонија у округу Аурих. Град се налази на надморској висини од 0 метара. Површина општине износи 123,1 km². У самом граду је, према процјени из 2010. године, живјело 12.520 становника. Просјечна густина становништва износи 102 становника/km².